# Veld (natuurkunde)
Met het begrip veld beschrijft de natuurkunde een situatie waarin deeltjes een kracht ondervinden of waarin op de een of andere manier energie in de ruimte aanwezig is.
In de klassieke mechanica waren de enige bekende velden krachtvelden. Bij iedere kracht kon men zich een veld denken: zo was er een zwaartekrachtsveld, een elektrisch veld en een magnetisch veld. Na de invoering van de kwantummechanica ontstond de kwantumveldentheorie. Die ging verder dan de klassieke veldentheorie en verklaarde alle deeltjes als aangeslagen toestanden van allerlei velden. Daarmee zijn velden de basis van de materiële wereld geworden; ze zijn in de moderne natuurkunde een fundamenteler begrip dan elementaire deeltjes.

## Klassieke veldentheorie
In de klassieke natuurkunde (in de zin van niet-kwantummechanisch, tot 1920) is een veld de situatie waarin eventueel aanwezige deeltjes een kracht zouden ondervinden. Zo is er het elektrische veld: wanneer een elektrisch geladen deeltje zich ergens bevindt waar een elektrisch veld is, werkt er een elektrische kracht op. De grootte van het veld is de kracht die op een eenheid lading (1 coulomb) zou werken; de richting van het veld is de richting die de kracht zou hebben – het veld heeft dus de vorm van een vectorveld. Uiteraard wordt zo'n veld veroorzaakt door dezelfde dingen die de bijbehorende kracht veroorzaken: de aanwezigheid van elektrische ladingen in de omgeving ('krachtbronnen' ofwel 'veldbronnen').
Een tweedimensionaal veld (waaronder een doorsnede van een driedimensionaal veld) wordt vaak geïllustreerd met veldlijnen (krommen) waarin pijlen de richting aangeven, een kleine zijwaartse afstand tussen de veldlijnen duidt dan op een grote intensiteit van het veld. Het kan ook met alleen pijlen, een grote intensiteit kan dan worden aangegeven door lange pijlen, of door ze in zijdelijkse richting dichter bij elkaar te plaatsen. Zulke getekende veldlijnen representeren een theoretisch continuüm van veldlijnen.
Iedere kracht heeft een bijbehorend veld. Er is een zwaartekrachtsveld, de kracht op een eenheid van massa. Deze wordt veroorzaakt door (grote) massa's in de omgeving. Verder is er een magnetisch veld, veroorzaakt door magneten. Deze velden leken alleen maar een wiskundige constructie te zijn (kracht gedeeld door lading), totdat Hans Christian Ørsted ontdekte dat het elektrische veld het magnetische veld beïnvloedt. Het formuleren van die relatie tussen verschillende velden, een prestatie van James Clerk Maxwell uit 1864, leidde tot het inzicht dat velden gezien moeten worden als zelfstandige fysische verschijnselen, die veroorzaakt worden door veldbronnen. Zo kunnen het elektrische en het magnetische veld (samen het elektromagnetische veld genoemd) een gezamenlijk golfgedrag vertonen dat zich zelfstandig, zonder tussenkomst van de bron, voortplant door de lege ruimte: elektromagnetische straling zoals licht. Velden bevatten veldenergie; zo kan licht energie overbrengen, bijvoorbeeld van de zon naar de aarde.

## Kwantumveldentheorie

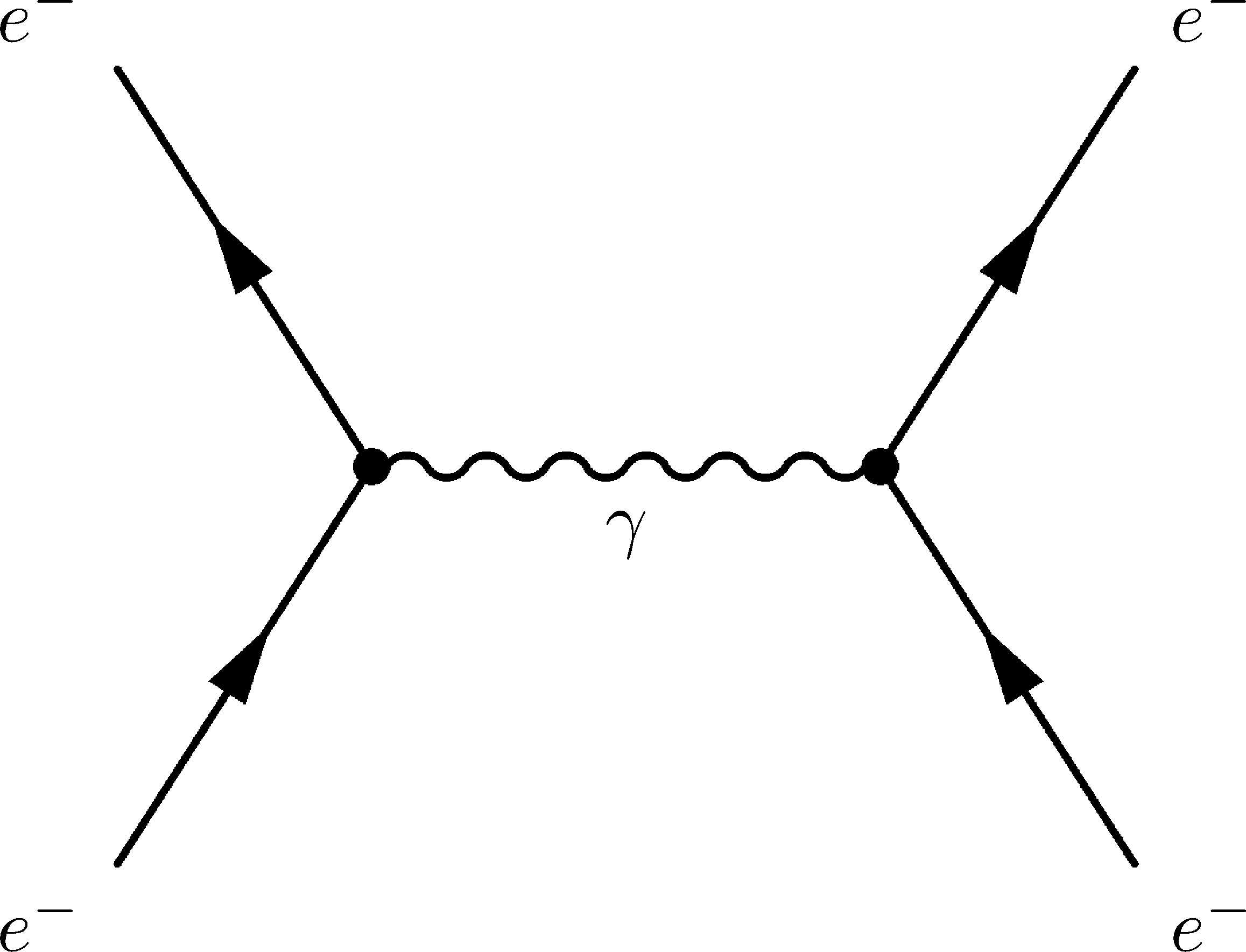
Een Feynmandiagram gebruikt in de QED: interactie tussen twee elektronen door middel van een foton

Na het ontstaan van de kwantummechanica in de jaren 20 heeft Paul Dirac pogingen gedaan de nieuwe theorie met de speciale relativiteitstheorie te verenigen. Na enig speurwerk bleek dat hij het bestaan van antideeltjes moest veronderstellen en dat er een veldentheorie uitkwam. Dit houdt onder andere in dat het totaal aantal deeltjes niet constant en vastomlijnd is. Een veld, beschreven in kwantumtermen, kent een toestand van laagste energie (de grondtoestand) en kan op allerlei manieren aangeslagen (men zegt ook wel 'geëxciteerd') worden. Verschillende trillingsmogelijkheden van het veld kunnen in verschillende mate aangeslagen zijn. Iedere trillingsmodus correspondeert met een mogelijke bewegingstoestand van een deeltje. Zo vertegenwoordigt een veld dus een onzeker aantal deeltjes met allerlei mogelijke bewegingstoestanden.
In de jaren 40 lukte het Richard Feynman, Shinichiro Tomonaga, Julian Schwinger en Freeman Dyson de kwantumtheorie van het elektromagnetische veld op te stellen. Deze kwantumelektrodynamica (QED) bleek zeer nauwkeurige voorspellingen te doen. Feynman maakte het rekenwerk in kwantumveldentheorieën eenvoudiger met de uitvinding van zijn Feynmandiagrammen.
Een theorie waarin ook het veld van de zwakke kernkracht opgenomen was, werd rond 1970 door Sheldon Glashow, Abdus Salam en Steven Weinberg gevonden. Na enkele noodzakelijke aanpassingen door Gerard 't Hooft en Martin Veltman deed deze elektrozwakke theorie ook voorspellingen, bijvoorbeeld van het bestaan van nog nooit waargenomen deeltjes. In de loop van de jaren zeventig volgde het veld van de sterke kernkracht, vervat in de kwantumchromodynamica (QCD), en nadat die bij de andere veldentheorieën was gevoegd, was het standaardmodel geboren. Het standaardmodel is een kwantumveldentheorie van al deze velden en de deeltjes die eraan onderhevig zijn.
Het opstellen van een geünificeerde kwantumveldentheorie, waarin ook het zwaartekrachtsveld wordt beschreven, is tot nu toe niet gelukt.

## Voorbeelden van velden in de natuurkunde
- elektrisch veld
- magnetisch veld
- elektromagnetisch veld, zie elektromagnetisme
- zwaartekrachtsveld
- Higgsveld